# Prix Mallarmé
Pour les articles homonymes, voir Mallarmé (homonymie).
Le prix Mallarmé, décerné depuis 1937, du nom du poète Stéphane Mallarmé, est un prix littéraire qui récompense un poète d’expression française vivant, pour un recueil de poèmes écrit en français et publié à compte d’éditeur entre le 1er octobre de l’année précédente et le 1er octobre de l’année en cours ou pour l’ensemble de son œuvre poétique.

## Description
Afin de laisser au plus grand nombre d’auteurs la possibilité d’obtenir le prix Mallarmé, un auteur ne pourra pas le recevoir deux fois. Un ou plusieurs prix obtenus par ailleurs ne disqualifient pas un livre proposé au prix Mallarmé. Les anthologies personnelles, les rééditions et les traductions ne sont pas prises en compte.
Le jury du prix est constitué des académiciens membres de l'Académie Mallarmé, qui, fondée en 1937, regroupe trente poètes. Le prix Mallarmé est décerné par le président de l'Académie lors de la foire du livre de Brive. Il est doté d'un montant de 3 800 € versé en deux fois par la ville de Brive-la-Gaillarde. La première, lors de la remise du prix. La deuxième, après une résidence d’un mois du lauréat à Brive-la-Gaillarde.

## Historique

### 2015: Werner Lambersy
Le prix Mallarmé 2015 est attribué, à l'issue des votes, à l'écrivain belge Werner Lambersy pour le recueil La Perte du temps paru aux éditions Le Castor Astral en 2015. Il lui a été remis lors de la Foire du livre de Brive, le 7 novembre 2015.
Dans la sélection de huit recueils figuraient également Pierrick de Chermont pour Par-dessus l'épaule de Blaise Pascal (Corlevour), Jacques Darras avec Blaise Pascal et moi dans la voie lactée (Le Castor Astral), Paul Farellier pour L’Entretien devant la nuit (Les Hommes sans Épaules), Christophe Langlois avec L’amour des longs détours (Gallimard), Yves Mabin Chennevière pour Errances à l’os, (Obsidiane), Christian Monginot avec Le Miroir des solitudes, (L’Herbe qui tremble) et Jeannine Salesse pour L’épaule du paysage (Tarabuste).

### 2016: Gérard Bayo
Le prix Mallarmé 2016 est attribué, à l'issue des votes, à Gérard Bayo pour le recueil Neige suivi de Vivante étoile paru aux éditions L'herbe qui tremble en 2015. Il lui a été remis lors de la Foire du livre de Brive, le 6 novembre 2016.
Dans la sélection de neuf recueils figuraient également Jacques Ancet pour Huit fois le jour (Lettres Vives), Gilles Baudry avec Sous l'aile du jour (Rougerie), Zéno Bianu pour Satori express (Le Castor Astral), Roger Dextre avec Des écarts de langage (La rumeur libre), Monchoachi pour Partition noire et bleue (Lémistè 2) (Obsidiane), Jeanine Salesse avec À la méridienne (Pétra), Sylvie-E. Saliceti pour Couteau de lumière (Rougerie) et Frédéric Tison avec Le Dieu des portes (Librairie-Galerie Racine).

### 2017: Philippe Mathy
Le prix Mallarmé 2017 est attribué, à l'issue des votes, au poète belge Philippe Mathy pour le recueil Veilleur d'instants paru aux éditions L'herbe qui tremble en 2017. Il lui a été remis lors de la Foire du livre de Brive, le 12 novembre 2018.

### 2018: Béatrice de Jurquet
Le prix Mallarmé 2018 est attribué, à l'issue des votes, à Béatrice de Jurquet pour le recueil Si quelqu’un écoute paru aux éditions La rumeur libre. Il lui a été remis lors de la Foire du livre de Brive, le 11 novembre 2018.
Dans la sélection finale d'une douzaine de recueils figuraient également Jacques Ancet avec Voir venir laisser dire (La rumeur libre), Gérard Bocholier pour Tisons (Éditions de la Coopérative), Alain Breton avec Infimes prodiges (Les Hommes sans Épaules), Jean-Pierre Chambon pour L’écorce terrestre (Le Castor Astral), Judith Chavanne avec À l’équilibre (Le Bois d’Orion), William Cliff avec Matières fermées (La Table ronde), Emmanuel Godo pour Je n’ai jamais voyagé (Gallimard), Jean Le Boël avec et leurs bras frêles tordant le destin (Éditions Henry), Jean-François Mathé pour Prendre et perdre (Rougerie), Christian Poirier avec Étroitesse du ténébreux, (Le Taillis Pré) et Frédéric Tison pour Aphélie suivi de Noctifer (Librairie Galerie Racine).

### 2019: sélection
La première sélection d'une dizaine de recueils a été dévoilé à la mi-avril : André-Louis Aliamet pour Les Eaux Noires (La Licorne), Claudine Bohi avec Naître c’est longtemps (La tête à l’envers), Max de Carvalho pour Le Grand Veneur des âmes (Arfuyen), Marie Murski avec Ailleurs jusqu’à l’aube (Les Hommes sans épaules), Cécile Oumhani pour Mémoires inconnues (La tête à l’envers), Marion Richard avec Désirer danser (Corlevour), Pascal Riou pour D’âge en âge (Éditions de la revue Conférence), Jean-Pierre Siméon avec Levez-vous du tombeau (Gallimard), Jean-Pierre Vallotton pour Orphelins de l’orage (L’Atelier du Grand Tétras) et Thomas Vinau avec C’est un beau jour pour ne pas mourir (Le Castor Astral).

## Jury
- Max Alhau
- Gabrielle Althen
- Marc Alyn
- Olivier Barbarant
- Linda Maria Baros, rapporteur général
- Claudine Bohi
- Sylvestre Clancier, président
- Danièle Corre
- Seyhmus Dagtekin
- Christophe Dauphin
- Philippe Delaveau
- Paul Farellier
- Bernard Fournier, secrétaire général
- Hubert Haddad
- Claudine Helft
- Jean Le Boël
- Jean-Pierre Lemaire
- Daniel Leuwers, trésorier
- Yves Namur
- Jean Orizet, résident d'honneur
- Jean Pérol
- Serge Pey
- Jean Portante
- Bernard Pozier
- Lionel Ray, vice-président
- Richard Rognet
- Nohad Salameh
- Jean-Luc Steinmetz
- Alexandre Voisard

## Liste des lauréats

### Années 1930
- 1937 - Jacques Audiberti, Race des hommes
- 1938 - André Dez et Roger Lannes
- 1939 - Patrice de La Tour du Pin, La Quête de joie (refusé)
- 1939 - Henri Hertz, Passavant
- 1939 - Jean Follain, Chants terrestres
- 1939 - André Bellivier, Poèmes

### Années 1940
- 1940 - Paul Bulliard, Chacun sa croix
- 1942 - Yanette Delétang-Tardif, Tenter de vivre
- 1943 - Paul Laurentz
- 1944 - Pierre Reverdy, pour l'ensemble de son œuvre

### Années 1970
- 1976 - Andrée Chedid, Fraternité de la parole et Cérémonial de la violence
- 1977 - Marc Guyon, Ce qui chante dans le chant
- 1978 - Jean Joubert, Poèmes
- 1979 - Jacques Izoard, Vêtu, dévêtu, libre

### Années 1980
- 1980 - Yves de Bayser, Inscrire
- 1981 - Lionel Ray, Le Corps obscur
- 1982 - Pierre Dalle Nogare, Érosion, usure
- 1983 - Claude Esteban, Conjoncture du corps et du jardin
- 1984 -  Joseph Rouffanche, Où va la mort des jours
- 1985 - Michel Deguy, Gisants
- 1986 - Henri Meschonnic, Voyageurs de la voix
- 1987 - Vénus Khoury-Ghata, Monologue du mort
- 1988 - Jean Pérol, Asile exil
- 1989 - Guy Goffette, Éloge pour une cuisine de province

### Années 1990
- 1990 - André Velter, L'Arbre-seul
- 1991 - Bernard Vargaftig, Ou vitesse
- 1992 - Jacques Chessex, Les Aveugles du seul regard
- 1994 - Bernard Hreglich, Un ciel élémentaire
- 1995 - Paul Louis Rossi, Faïences
- 1996 - Franck Venaille, Descente de l'Escaut
- 1997 - Marie Etienne, Anatolie
- 1998 - Mohammed Dib, L'Enfant-jazz
- 1999 - Benoît Conort, Main de nuit

### Années 2000
- 2000 - André Schmitz, Incises, incisions
- 2001 - Alain Veinstein, Tout se passe comme si
- 2002 - Jacques Lovichi, Les Derniers Retranchements
- 2003 - Jean Portante, L'Étrange Langue
- 2004 - Olivier Barbarant, Essais de voix malgré le vent
- 2005 - Hélène Dorion, Ravir les lieux
- 2006 - Michel Butor, Seize lustres
- 2007 - Seyhmus Dagtekin, Juste un pont sans feu
- 2008 - Jean Ristat, Artémis chasse à courre, le sanglier, le cerf et le loup
- 2009 - Jean-Max Tixier (en), Parabole des nuées

### Années 2010
- 2010 - Robert Marteau, Le Temps ordinaire
- 2011 - Annie Salager, Travaux de lumière
- 2012 - Yves Namur, La Tristesse du figuier
- 2013 - Alain Duault, Les Sept Prénoms du vent
- 2014 - Hubert Haddad, La Verseuse du matin

- 2015 - Werner Lambersy, La Perte du temps
- 2016 - Gérard Bayo, Neige, suivi de Vivante Étoile
- 2017 - Philippe Mathy, Veilleur d'instants
- 2018 - Béatrice de Jurquet, Si quelqu’un écoute
- 2019 - Claudine Bohi, Naître c'est longtemps

### Années 2020
- 2020 - Jean Le Boël, Jusqu'au jour
- 2021 - Christian Viguié, Damages
- 2022 - Christophe Mahy, À jour passant : Poèmes[6]
- 2023 - Béatrice Bonhomme, Monde, genoux couronnés
- 2024 - Alain Breton, Je ne rendrai pas le feu paru aux éditions Les Hommes sans épaules

## Liste des lauréats du prix Mallarmé étranger
2022 - Andrés Sánchez Robayna et son traducteur Jean-Claude Le Bigot, Par la vaste mer, trad. de l'espagnol, Le Taillis Pré, 2022.
2023 - François-Michel Durazzo pour la traduction de Miroir de nuit profonde de Jaume Pont.